# Tofalaren

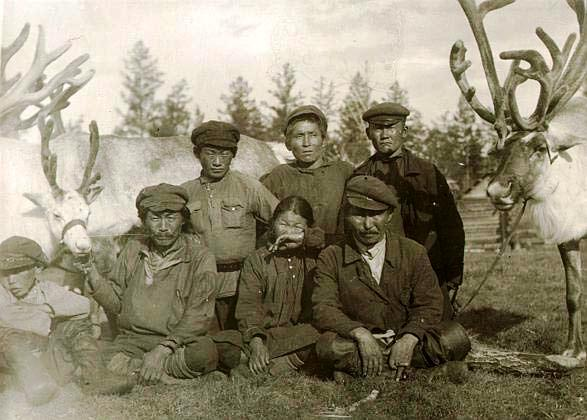
Tofalaren zu Beginn des 20. Jahrhunderts

Die Tofalaren (Eigenbezeichnung: Tofa, Tofalar, russisch Тофалары/Tofalary) sind eine turksprachige ethnische Minderheit in Russland. Sie sind die Nachfahren von Keten, Mongolen und Samojeden und leben in der Region Irkutsk, das heißt westlich des Baikalsees. Sie wurden erst spät, im Laufe des 17. und 19. Jahrhunderts, sprachlich turkisiert. Davor hatten ihre Vorfahren eine der benachbarten samojedischen Sprachen benutzt. Aufgrund ihrer heutigen Turksprache werden die Tofalaren den sibirischen Turkvölkern zugerechnet.

## Alternative Bezeichnungen und Religion
Die Tofalaren waren auch unter den Bezeichnungen „Tof“, „Tocha“ und „Karagassen“ (russisch карагасы/Karagasy) bekannt. Die südlich benachbarten, ebenfalls turksprachigen und ursprünglich rentierhaltenden Todscha-Tuwiner sind aus einer Verbindung von Tofalaren und Tuwinern hervorgegangen. 
Die Tofalaren sind größtenteils Animisten, die im 19. Jahrhundert durch russische Missionare (oberflächlich) christianisiert wurden.

## Siedlungsgebiet und Lebensweise
Die Tofalaren lebten ursprünglich als nomadisierende Rentierhalter und Wildbeuter im Sajangebirge. Im 17. Jahrhundert wurden sie von tuwinischen Stämmen nach Norden abgedrängt. In den 1920er und 1930er Jahren wurde ihnen noch ein nationaler Rajon zugestanden. Sie gelten heute als eines der bedrohten kleinen indigenen Völker des russischen Nordens, Sibiriens und des russischen Fernen Ostens, die sich seit der Perestroika im Dachverband RAIPON zusammengeschlossen haben. Für sie war in den 1990er Jahren eine sinkende Lebenserwartung, hohe Kindersterblichkeit und ein schnelles Sinken des natürlichen Bevölkerungswachstums kennzeichnend; hinzu kommt eine hohe Arbeitslosigkeit.  So umfassten die Tofalaren 2002 nur noch rund 837 Personen. Von diesen lebten im Rajon Nischneudinsk 700 Personen. Der gesamte Oblast Irkutsk umfasste im Jahr 2002 mit 723 Personen das Gros der Volksgruppe. Rund die Hälfte von ihnen (378 Menschen) sprachen zu diesem Zeitpunkt noch die Tofalarische Sprache.